# Фијат CR.42
Фијат CR.42 (итал. Fiat CR.42) је италијански једномоторни, једноседи, двокрилни ловачки авион. Авион је први пут полетео 1938. године а производила га је фирма Fiat Aviazione (Фиат Авиационе).

## Пројектовање и развој
Авион Фијат CR.42 је пројектован на бази свог претходника Фиат CR.32 који се прославио у Шпанском грађанском рату борећи се на страни Франкових националиста. Конципиран је као сескиплан (двокрилац са доњим мањим крилом), округлог трупа са отвореним кокпитом, са снажним Фиат А.74 RC38 радијалним мотором са супер пуњачем, НАЦА (NACA) прстеном и трокраком металном елисом. Конструкција авиона је била потпуно метална комбинација челика и дуралуминијума а облога делимично платно и алуминијумски лим. Фиксни класични стајни трап је предвиђен са две независне ноге са уграђеним уљно-пнеуматским амортизерима, кочницама а на репу уместо дрљаче имао је гумени точак. Авион је пројектовао тим на чијем је челу био инг. Celestino Rosatelli. Авион је први пут полетео 23. маја 1938. а у борбену употребу уведен је већ 1939. године. Током употребе развијено је дванаест верзија ових авиона а произведен је у укупном броју од 1.800 примерака.

## Технички опис
Труп има челичну конструкцију која је обавијена челичном мрежом која формира облик трупа. Предњи део трупа у коме се налази мотор и пилотска кабина су обложени алуминијумским лимом а остатак према репу је облепљен обојеним платном. У трупу се налазила отворена пилотска кабина са ветробранским стаклом и потребним инструментаријумом за сигуран лет. Прегледност из пилотске кабине је била добра јер је авион имао радијални мотор уклопљен у труп авиона.
Најчешће уграђиван мотор у авион Фиат CR.42 је био  Фиат А.74 RC38 14-цилиндрични ваздухом хлађеним, радијални мотор са турбопуњачем, снаге 870 Кs (650 kW), при узлетању 960 КS (720 kW). Мотор је био обложен НАЦА прстеном за побољшано хлађење мотора. Мотор је имао уграђен редуктор и трокраку Хамилитон (Hamilton Standard 3D.41-1) елису пречника 2,9 m са променљивим кораком. Поред овог мотора, направљена су два прототипа у које су уграђивани мотори Daimler-Benz DB 601 снаге 1.100 KS и Daimler-Benz DB 601А снаге 895 kW(1200 KS).
Крила су правоугаоног облика са полукружним завршецима и припадају класи са танким профилом. Горње крило је било веће површине него доње, конструкција им је била од лаких легура дуралуминијума и челика. Облога крила је била од обојеног платна. Крила су са две челичне рамењаче направљене у виду решеткасте греде. Конструкција елерона је направљена од дурала а облога од платна. Елерони се налазе само на горњим крилима. Горња и доња крила су међусобно била повезана и укрућена V упорницама направљених од челичних цеви (Воренова греда).
Репне површине се састоје од фиксних стабилизатора (вертикални и хоризонтални) и кормила дубине и правца. Њихова конструкција је као и крила метална а облога од платна.
Стајни орган је био класичан фиксан (неувлачећи), две независне предње ноге причвршћене за доња крила. У ногама стајног трапа су уграђени уљно-пнеуматски амортизери. Точкови су били опремљени нископритисним гумама и кочницама. Ноге и точкови су имали аеродинамичку оплату у циљу смањења аеродинамичког отпора. На репном делу се налазио неувлачећи точак које је био добро уклопљен у труп авиона.

## Наоружање
Авион је био наоружан са два фиксна, са елисом синхронизована митраљеза, која су се налазила испред пилота на горњој страни трупа, изнад мотора и пуцала су кроз обртно поље елисе. Поред тога има верзија ових авиона који су додатно наоружавани митраљезима од 7,7 или 12,7 mm који су качени испод крила.
| Наоружање авиона: Фиат         |                       |
| Ватрено (стрељачко) наоружање  |                       |
| Топ                            |                       |
| Митраљез                       |                       |
| Број и ознака митраљеза        | 2хБреда САФАТ / 2х7,7 |
| Калибар                        | 12,7 / 7,7            |
| Бомбардерско наоружање (бомбе) |                       |
| Укупна маса                    | 200                   |
| Број тачака за подвешавање     | 2                     |
| Ракетно наоружање (ракете)     |                       |

## Верзије
- – први модели CR.42 су били опремљени моторима Фиат А.74 RC38 и наоружани једним митраљезом калибра 12,7 mm и једним митраљезом 7,7 .
- - опремљен, за Егејско ратиште, са додатним резервоаром за гориво од 80 lit на трупу .
- – („ Аfriku Settentrionale“) верзија за блиску ваздушну подршку. Поред два стандардна митраљеза калибра 12,7 mm, авиону су могла бити додата још два. На носаче испод крила могле су се окачити две бомбе од по 50 kg. На мотор је уграђен додатни чистач како би се спречила оштећења која би могла да изазове песак, што би довело до губитка снаге. У Северној Африци, мотори без ових филтера су оштећени након само неколико сати употребе.
- - један авион опремљен мотором Daimler-Benz DB 601, процењена максимална брзина 518 km/h.
- – уграђено стандардно наоружање од два митраљеза калибра 12,7 mm.
- - ноћни ловац са рефлекторима у гондолама испод крила.
- – поред два митраљеза 12,7 mm, додата су и два испод крила.
- - експериментални хидроавион, максимална брзина смањена за само 8 km/h упркос повећању тежине за 124 kg.
- – верзија за ноћно узнемиравање, анти-партизански авион за Луфтвафе .
- - (незванично, али често коришћено име) модификација направљена у SRAM -овом сервисном центру. Авиони су прилагођени за нападе на копнене циљеве. Испод крила су постављени носачи за бомбе од 2 × 50 kg, мада се често окаче и бомбе од 100 kg. Иста модификација је извршена на авионима Фиат G.50 и Маки MC.200.
- – неколико италијанских CR.42 је модификовано у двоседе авионе за везу.
- - један CR.42 је био опремљен линијским мотором DB 601А од 895 kW(1200 KS). Могао је да лети брзином од 525 km/h.

## Оперативно коришћење
Намена авиона Фиат CR.42 је пре свега била ловачка заштита ваздушног простора, ваздушна борба са непријатељским авионима, заштита и пратња својих авиона (бомбардера и транспортера). Поред тога коришћен је и као јуришник за подршку трупама и против-партизанска дејства. У поморству му је задатак био да патролира и открива пловне објекте и напада их, врши заштиту бродова и конвоја, лука и линија снабдевања. Поред ових задатака овај авион има и значајну улогу у образовању треба да служи школовању и тренажи пилота.
Авион Фиат CR.42 се производио у периоду од 1938, до 1943. године а произведено је близу 1.800 примерака у 12 верзија, што га чини најбројнијим италијанским авионом који је коришћен током Другог светског рата.
Током маја 1939, CR.42 је ушао у службу у Региа Аеронаутица. До 10. јуна 1940. године, датума када је Италија ушла у Други светски рат, испоручено је отприлике 300 авиона, који су у почетку бранили градове и важне војне објекте. До краја 1940. Фиат CR.42 је био укључен у борбе на различитим фронтовима, укључујући битку за Француску, битку за Британију, Малту, северну Африку и Грчку. До краја рата, италијански CR.42 су коришћени на другим фронтовима, укључујући Балканско ратиште, Ирак, Источни фронт и италијанско копно. Након капитулације 8. септембра 1943., овај тип је пребачен да се користи као тренажни авион италијанског савезничког ваздухопловства, док су неке италијанске CR.42 запленили Немци и користили их као ловце бомбардере за операције копнених напада.
CR.42 је ушао у службу у мањем броју у ваздушне снаге других земаља, укључујући Белгију, Шведску, Мађарску и Независну државу Хрватску. 

### Сачувани примерци
Сачувано је три примерка овог авиона и налазе се као музејски примерци у следећим музејима:
- Museo Storico, Vigna di Valle Italia
- Flygvapenmuseum, Malmslätt, Linköping, Sverige
- RAF Museum London, Grahame Park Way, London NW9 5LL, United Kingdom

## Земље које су користиле авион
| - Белгија - Мађарска - Италија - Ирак - Трећи рајх | - НДХ - Шпанија - Шведска - Јужна Африка |